# Onyanko Club
Onyanko Club (おニャン子クラブ, Onyanko kurabu, también conocidas en USA como Kitten Club) fue un grupo idol japonés, activo en la década de 1980. Fueron creadas por FujiTV con su productor principal que fue Kasai Kazuji (笠井一二) que se encargaba de los conciertos, apariciones en tv y otros medios, Yasushi Akimoto, fue productor de algunas letras para las canciones, escribía los guiones para el programa Yuyake NyanNyan y fungía como juez dentro del mismo programa.

## Biografía
Onyanko Club nace gracias al concepto de un multi-grupo de idol´s llamadas "All Nighters" (1983), las All Nighters (Okawari Sisters (3 miembros), Oazuke Sisters (2 miembros), Otetsuki Sisters (2 miembros), Onedari Sisters (6 miembros), Yomawari Sisters (2 miembros) y A-Cups) fueron pequeños subgrupos de 2-6 integrantes que se presentaban en el programa "All Night Fuji" y que ocasionalmente reunían a todos los subgrupos juntos en presentaciones especiales. En febrero-marzo de 1985 se lanzó un episodio piloto llamado "All Night Fuji High School Girl Special" presentado por Yuki Saito, Fuji Tv de este episodio piloto, reclutó 11 chicas adolescentes que en ese momento desempeñaron el papel que tenían las All Nighters, para el 1.º de abril de 1985 FujiTv de la mano de Hiroshi Ishida, crea un programa de variedades exclusivo para Onyanko Club llamado "Yuuyake Nyan Nyan" y es en este que inician las 11 reclutadas del programa "High School Girl Special". En este mismo programa ellas realizarían cástines de los cuales irían reclutando las demás miembros hasta completar las 52 miembros que tuvieron en total. Se formaron tres subgrupos: Nyangilas (1986), Ushiroyubi Sasaregumi (1986), Ushirogami Hikaretai (1987).
En este punto hay un debate, muchas personas consideran a las "All Nighters" el grupo madre inicial de los grupos a gran escala de idol´s, pero otra parte no se lo atribuye como tal, ya que su enfoque eran subgrupos pequeños que se reunían ocasionalmente, por lo que este último grupo de fanes le da el título de madre inicial a Onyanko Club que si comprendía un grupo total, y que sin el concepto de club que crearon ellas, es probable que grupos como AKB48 o Morning Musume no nacieran nunca o llegaran mucho tiempo después.

### El escándalo de las Fumadoras
El escándalo de las fumadoras tuvo lugar en el debut del grupo, cuando diez de las primeras once miembros fueron captadas fumando en una cafetería popular en Japón llamada Kissate (喫茶店), después de abandonar el estudio. Algo estrictamente prohibido en la industria del género Idol japonés. Aunado el hecho, en que en ese momento todas eran menores de edad y estudiantes de enseñanza media. A estas adolescentes, los fanes les darían el nombre The Phantom Kittens (幻のおニャン子, Maboroshi no Onyanko), También se les conoció como (喫煙組, Kitsuen-gumi). Aproximadamente dos semanas después, tras el primer episodio emitido del programa Yuyake Nyan Nyan, la revista Shukan Bunshun, publicó fotos de las siguientes miembros: 
- Mika Okuda (Miembro número 1)
- Michiko Enokida (Miembro número 2)
- Kayoko Yoshino (Miembro número 3)
- Aki Kihara (Miembro número 6)
- Mamiko Tomoda (Miembro número 7)
- Mayumi Sato (Miembro número 10)

En el momento del escándalo hubo pocas protestas, debido a que eran entonces poco conocidas. Sin embargo Fuji Television reaccionó inmediatamente, las 6 miembros involucradas fueron retiradas tras la emisión del episodio emitido el viernes 19 de abril de 1985, y despedidas solo una semana después de los echos. Aki Kihara fue la única miembro en volver tras el despido, cabe mencionar que solo se apreciaba el uniforme escolar de Mayumi Sato en la fotografía, pues su rostro no está visible en la misma. Sin embargo ella no volvió al grupo. Por otro lado el programa fue cambiado de horario, para ser transmitido a las 5:00 p. m.. que se consideraba un intervalo pobre de emisión, además se comenzó a emitir de manera local, en lugar de nacional. A pesar de este hecho, el primer single del grupo fue liberado, que lleva por título "Sailor Fuku wo Nugasanaide" haciéndose con este muy popular, y ampliando su transmisión. 
Finalmente mantuvieron como un tema tabú lo ocurrido. Las adolescentes expulsadas, aparecieron en uno de los DVD lanzados, en donde se muestra los primeros meses de existencia del grupo.

### Relación con Sukeban Deka
En 1986 Akie Yoshizawa (miembro número 25) fue elegida junto a otras idols de la época, como Yoko Minamino, para formar parte del elenco de la película en imagen real Sukeban Deka 2 (segunda temporada).
En 1987, Satomi Fukunaga (miembro número 11), interpretó al personaje Leia en la 3 temporada de la serie de televisión en imagen real, Sukeban Deka 3. 
Posteriormente, Onyanko Club tuvo una aparición especial en los capítulos 9 al 21 de la 2 temporada.

## Separación
El 20 de septiembre de 1987 Onyanko Club, realizó su último concierto de despedida en el Yoyogi National Gymnasium en Shibuya, el 19 realizaron 2 presentaciones y el 20 realizaron 3, parte de la presentación del día 20 fue transmitida en vivo por Fuji Television desde entonces ha habido cuatro reencuentros oficiales, el primero en 1993, realizando el segundo en 1996 el tercero en 2002, el último en 2010. La adolescente que más destacó profesionalmente con la separación del grupo, es Shizuka Kudo.

### Segundo reencuentro
El segundo reencuentro de Onyanko Club, tuvo lugar en la década de 1990. Cuando en 1996, se reencontraron 45 miembros del grupo. Esta ha sido hasta el presente, la reunión más numerosa. Las miembros que ser reunieron fueron:
- Eri Nitta, (Miembro número 4)
- Miharu Nakajima (Miembro número 5)
- Aki Kihara (Miembro número 6)
- Sayuri Kokusho (Miembro número 8)
- Mika Nagoya (Miembro número 9)
- Utsumi Kazuko (Miembro número 13)
- Harumi Tomikawa (Miembro número 14)
- Rika Tatsumi (Miembro número 15)
- Sanae Jonouchi (Miembro número 17)
- Yukiko Iwai (Miembro número 19)
- Mako Shiraishi (Miembro número 22)
- Akie Yoshizawa (Miembro número 25)
- Mutsumi Yokota (Miembro número 28)
- Minayo Watanabe (Miembro número 29)
- Susan Kumiko Yamamoto (Miembro número 32)
- Takako Okamoto (Miembro número 35)
- Shizuka Kudo (Miembro número 38)
- Akiko Ikuina (Miembro número 40)
- Noriko Kaise (Miembro número 41)
- Makiko Saito (Miembro número 42)
- Yuriko Yamamori (Miembro número 47)
- Kayo Agatsuma (Miembro número 48)

### Tercer reencuentro
En 2002 se llevó a cabo, un tercer reencuentro en dos emisiones televisivas distintas, además de liberar un single que se tituló: "Shoumikigen". Cabe destacar que en este encuentro, compartieron escenario con algunas integrantes (de la primera a la quinta generación) del grupo Morning Musume. Las miembros que ser reunieron fueron:
- Eri Nitta, (Miembro número 4)
- Aki Kihara, (Miembro número 6)
- Sayuri Kokusho, (Miembro número 8)
- Mika Nagoya, (Miembro número 9)
- Utsumi Kazuko, (Miembro número 13)
- Harumi Tomikawa, (Miembro número 14)
- Rika Tatsumi, (Miembro número 15)
- Sanae Jonouchi, (Miembro número 17)
- Yukiko Iwai (Miembro número 19)
- Mako Shiraishi, (Miembro número 22)
- Mutsumi Yokota, (Miembro número 28)
- Minayo Watanabe, (Miembro número 29)
- Susan Kumiko Yamamoto, (Miembro número 32)
- Tomoko Fukawa, (Miembro número 33)

En 2010 hubo un tercer reencuentro, en esta ocasión las señoras participaron en un comercial de bebidas, junto al actor Atsushi Ito (Densha Otoko). Las miembros que se reunieron en esta ocasión fueron:
- Akiko Ikuina, (Miembro número 40)
- Tomoko Fukawa, (Miembro número 33)
- Sanae Jonouchi, (Miembro número 17)
- Rika Tatsumi, (Miembro número 15)
- Sayuri Kokusho, (Miembro número 8)
- Mako Shiraishi, (Miembro número 22)
- Eri Nitta, (Miembro número 4)
- Mutsumi Yokota, (Miembro número 28)
- Minayo Watanabe, (Miembro número 29)
- Miyuki Sugiura, (Miembro número 50)
- Kumiko Miyano, (Miembro número 51)

## Legado
El concepto de "Graduación" que actualmente se utiliza en el mundo idol se le atribuye originalmente a las "All nighters" , ellas eran despedidas del grupo de una forma similar a como se hace una graduación en colegios secundarios en el programa de All Night Fuji, fue hasta que en Onyanko Club se adoptó el sistema de graduación actual que incluye un concierto grande de despedida, una de sus miembros fundadoras Miharu Nakajima, cuando estuvo activa en el grupo, estaba pronta a graduarse de secundaria, ella le comunicó a los productores que en cuanto se graduara se iba a retirar del grupo, los productores aceptaron y convirtieron la "Graduación de secundaria" en el equivalente a un acto idol mediante un concierto para reconocer su paso por el grupo y como agradecimiento a los aficionados. Otra miembro Sonoko Kawai ya había anunciado que se retiraba del grupo para dedicarse como solista por lo que los productores decidieron incluirla a ella junto a Miharu para la graduación, los productores crearon la canción "Jaa-Ne" (Nos vemos o Hasta pronto) como una forma de agradecimiento y despedida para sus fanes, el 1 de abril de 1986 se gradúan en un concierto Miharu Nakajima y Sonoko Kawai, siendo las 2 primeras idol´s en la historia en graduarse bajo el formato de concierto.
El "Renai Kinshi" o "Love Ban" o "Prohibición de citas-novios" se implementó en Onyanko Club, el concepto radica en que la idol tiene prohibido tener citas o romances, esto con tal de preservarse ante los aficionados. Los siguientes grupos idol de los 90-00´s incluidos, Morning Musume y AKB48, implementarían el "Renai Kinshi" de forma permanente.
En la actualidad Morning Musume y AKB48 le han realizado homenajes cantando la primera canción de Onyako Club, Sailor Fuku wo Nugasanaide. Otro punto a destacar es la canción Joshi Kashimashi Monogatari de Morning Musume, que es similar al tema Kaiin Bango no Uta.

## Discografía

### Álbumes de estudio
| 21 de septiembre de 1985 | Kick Off        |
| 10 de marzo de 1986      | Yume Catalogue  |
| 10 de julio de 1986      | Panic The World |
| 21 de febrero de 1987    | Side Line       |
| 5 de agosto de 1987      | Circle          |

### Sencillos
| 5 de julio de 1985      | Sailor Fuku wo Nugasanaide |
| 21 de octubre de 1985   | Oyoshi ni Natte ne Teacher |
| 21 de febrero de 1986   | Jaa ne                     |
| 21 de abril de 1986     | Otto Chikan!               |
| 21 de julio de 1986     | Osaki ni Shitsurei         |
| 1 de noviembre de 1986  | Koi wa Question            |
| 21 de enero de 1987     | No More Renai Gokko        |
| 21 de marzo de 1987     | Kaiin Bangou no Uta        |
| 21 de mayo de 1987      | Katatsumuri Samba          |
| 23 de agosto de 2002    | Wedding Dress              |
| 20 de noviembre de 2002 | Shoumikigen                |

### Best Álbumes
| 21 de octubre de 1986   | Super Best                           |
| 5 de diciembre de 1986  | Merry X'mas for You                  |
| 21 de diciembre de 1986 | Non-Stop Onyanko                     |
| 5 de marzo de 1987      | Kahou                                |
| 6 de diciembre de 1986  | Onyanko Club Best                    |
| 20 de marzo de 1987     | Ultra Nyanko Omote Special           |
| 20 de marzo de 1987     | Ultra Nyanko Ura Special             |
| 18 de marzo de 1987     | Onyanko Club A Men Collection Vol. 1 |
| 18 de marzo de 1987     | Onyanko Club A Men Collection Vol. 4 |
| 18 de marzo de 1987     | Onyanko Club A Men Collection Vol. 5 |
| 22 de abril de 1987     | Onyanko Club B Men Collection Vol. 1 |
| 22 de abril de 1987     | Onyanko Club B Men Collection Vol. 5 |
| 22 de mayo de 1987      | Onyanko Club A Men Collection Vol. 2 |
| 22 de mayo de 1987      | Onyanko Club A Men Collection Vol. 3 |
| 21 de junio de 1986     | Onyanko Club B Men Collection Vol. 2 |
| 21 de junio de 1986     | Onyanko Club B Men Collection Vol. 3 |
| 21 de junio de 1986     | Onyanko Club B Men Collection Vol. 4 |
| 3 de diciembre de 1986  | MY Kore! Kushon Onyanko Club Best    |
| 17 de diciembre de 1986 | Onyanko Club Mini Best               |
| 16 de julio de 1986     | Onyanko Club" SINGLES Complete       |
| 18 de julio de 1986     | Yume Catalogue + Single Collection   |
| 22 de abril de 1987     | My Kore! Lite Onyanko Club           |

### Otros álbumes
| 4 de junio de 1986       | Onyanko Sailing Yume Koujou '87 LIVE |
| 22 de noviembre de 1986  | Boku Shite wa Takai Mamiko ni Muchuu na Wake de, Yuuyu ga Kore Mata Kawaikute, Sou Kangaeru to Ushiroyubi Sasaregumi tte no wa Yappari Sugokattan da na Ato Omou Kyou Konogoro de wa Arimasu |
| 10 de diciembre de 1986  | Otoshidama |
| 17 de diciembre de 1986  | Triangle |
| 17 de septiembre de 1986 | EURO Onyanko Club (Remix Album) |
| 17 de diciembre de 1986  | Onyanko Club Solo & Unit Mini Best |
| 19 de noviembre de 1986  | Bokura no Original Karaoke ~Onyanko Otomejyuku Hen~ (Karaoke Album) |
| 30 de julio de 1986      | Sen Zero Sengo VOL. 3 "Onyanko Club" Tokushuu |
| 17 de septiembre de 1986 | Debut Album ni Hari wo Otoshite..." Onyanko Club Hen |
| 16 de julio de 1986      | Ushiroyubi Sasaregumi + Ushirogami Hikaretai SINGLES Complete |
| 29 de abril de 1987      | GOLDEN☆BEST Kawai Sonoko Kokusho Sayuri Jounouchi Sanae Watanabe Minayo Watanabe Marina |

### Compilaciones / Otros
| 5 de junio de 1986       | Hit Studio Top 14 |
| 21 de marzo de 1990      | Idol File Hozon Han (Josei Hen)                                                                                            |
| 1 de julio de 1997       | Golden J-POP 1985 |
| 19 de noviembre de 1997  | Pika Ichi ~80'S~ |
| 16 de noviembre de 1998  | 80's Idol JAPAN 2 |
| 17 de marzo de 1999      | PC Hits Great-Canyon 1986-1989 Best Selection                                                                              |
| 23 de julio de 1999      | (Ho) 1980 |
| 22 de noviembre de 2000  | Seishun Uta Nenkan '1986 Best 30                                                                                           |
| 6 de marzo de 2002       | Sakushi Katsudou 20 Shuunen Kinen Akimoto Ryu Toranomon Hen                                                                |
| 20 de marzo de 2002      | Issen Ifuubi ~Star Toujou Hen~                                                                                             |
| 19 de septiembre de 2002 | My Kore! Kushon Catalog VOL.2                                                                                              |
| 20 de noviembre de 2002  | EPIC 25 1986 |
| 27 de noviembre de 2002  | Zoku Seishun Uta Nenkan '86                                                                                                |
| 4 de diciembre de 2002   | BOMB Presents "Eien no '1980 Otakara Idol Ooshuugou!"                                                                      |
| 16 de enero de 2003      | My! Kore Kusshon Pony Canyon Hizou Idol Unit 16 ~Onyanko Club Kara Checkicco Made~                                         |
| 26 de marzo de 2003      | You are my idol 1980 |
| 23 de abril de 2003      | My Kore! Kushon Josei Idol Shuen Movie Honnin Kashou Shudaika Special ~"Toki wo Kakeru Shoujo" Kara "Yuki no Dashou" Made~ |
| 30 de noviembre de 2005  | Gold J-Pop Classics Pony Canyon Hen                                                                                        |
| 23 de agosto de 2006     | Anime Uta Nenkan 1986 |
| 28 de noviembre de 2007  | Moe Shou Kei |
| 23 de diciembre de 2009  | Lovely Pops |
| 25 de agosto de 2010     | Yappari Idol! Hit Selection                                                                                                |

### Box Sets
| 17 de abril de 2002      | Onyanko Club "Saishuu Ban"                                        |
| 4 de diciembre de 2002   | Mikoukai Eizou The Backstage                                      |
| 6 de julio de 2005       | Onyanko Club Daizenshuu Jyoukan                                   |
| 6 de julio de 2005       | Onyanko Club Daizenshuu Gekan                                     |
| 19 de octubre de 2005    | Onyanko Club in Getsuyou Drama Land BOX 1                         |
| 16 de noviembre de 2005  | Onyanko Club in Getsuyou Drama Land BOX 2                         |
| 17 de septiembre de 2008 | Onyanko Club Daizenshuu for HiQuality CD Jyou Gekan Genyei CD-BOX |

### Conciertos/ Videos
| 16 de noviembre de 1985  | Kagai Jyuugyou                                                           |
| 21 de febrero de 1986    | Rinkai Gakkou                                                            |
| 21 de mayo de 1986       | Zenkoku Concert Abuna~i Kagai Jyuugou                                    |
| 21 de septiembre de 1986 | Kaigai Shuucchou                                                         |
| 15 de noviembre de 1986  | Onyanko The Movie Kiki Ippatsu!                                          |
| 15 de mayo de 1987       | Sotsugyou Spring Concert Sailing Yume Kojou                              |
| 21 de octubre de 1987    | Onyanko Club Cdv Gold                                                    |
| 31 de octubre de 1987    | Onyanko Club Kaisan Kinen Zenkoku Jyuudan Final Concert                  |
| 6 de marzo de 2002       | Sakushi Katsudou 20 Shuunen Kinen Akimoto Ryu Toranomon Hen              |
| 21 de enero de 1988      | Mago no Dai Made Onyanko Club                                            |
| 16 de octubre de 2003    | Onyanko PANIC Sotsugyou Kinen Concert                                    |
| 16 de junio de 2004      | Yuuyake Nyan Nyan Onyanko Shirosho (1985 Nen 4 ~ 6 Gatsu)                |
| 20 de octubre de 2004    | Yuuyake Nyan Nyan Onyanko Shirosho (1985 Nen 7 ~ 8 Gatsu)                |
| 27 de abril de 2005      | Yuuyake Nyan Nyan Onyanko Shirosho (1985 Nen 9 ~ 11 Gatsu)"              |
| 7 de diciembre de 2005   | Yuuyake Nyan Nyan Onyanko Shirosho Tanaoroshi Soukessan '1985 / 12 Gatsu |